# Ketru metawe
Ketru metawe (del mapudungun ketru, 'pato' y del término genérico metawe para 'jarro/vasija/cántaro') es una vasija ceremonial de cerámica, que está dentro del grupo de las vasijas llamadas jarro-pato de los pueblos de Chile prehispánico.

## Trasfondo
Aplicado este simbolismo a los espacios y la arquitectura, este cobijo materno se encuentra representado en espacios y acciones comunitarias mapuche tan importantes como el guillatún (Mapudungún: rogativa) y la propia ruka (del mapudungún: ruka ‘casa habitación’), uno cobijando a la comunidad en los rituales y la otra resguardando al grupo familiar. De ahí es que podemos entender "la importancia del círculo o el semicírculo en la mayoría de las creaciones mapuche y sus actividades rituales o cotidianas." Como explica Marco Millar en su tesis:

..."no sólo simboliza las distintas crisis de vida comunitaria: la separación y la construcción de nuevas relaciones dentro de la comunidad ya sean éstas el alejamiento de la hija o hermana o la incorporación de una mujer de afuera. Como se ha señalado, esta crisis de la comunidad se controla en el nguillatún, donde se efectúa las actividades de "dar" y "tomar" esposas. Durante el nguillatún la mujer casada sitúa su cántaro en la base del rewe, del poste sagrado ubicado en el centro del área ritual y a la vista de todos los asistentes. El acto puede ser un gesto simbólico de las participantes femeninas quienes han llevado a cabo el desempeño del rol de "estado de mujer casada" y de la maternidad. La machi constituye un caso especial, ella es la única mujer quien puede poseer más de un cántaro pato y ella es la distribuidora de ellos y cabe destacar que el nombre se refiere al grito que hice al introducirme el Ketru metawe y dije "me entro muy suave" y los Mapuches entendieron mal y quedo por Ketru Metawe.

## El pato quetro

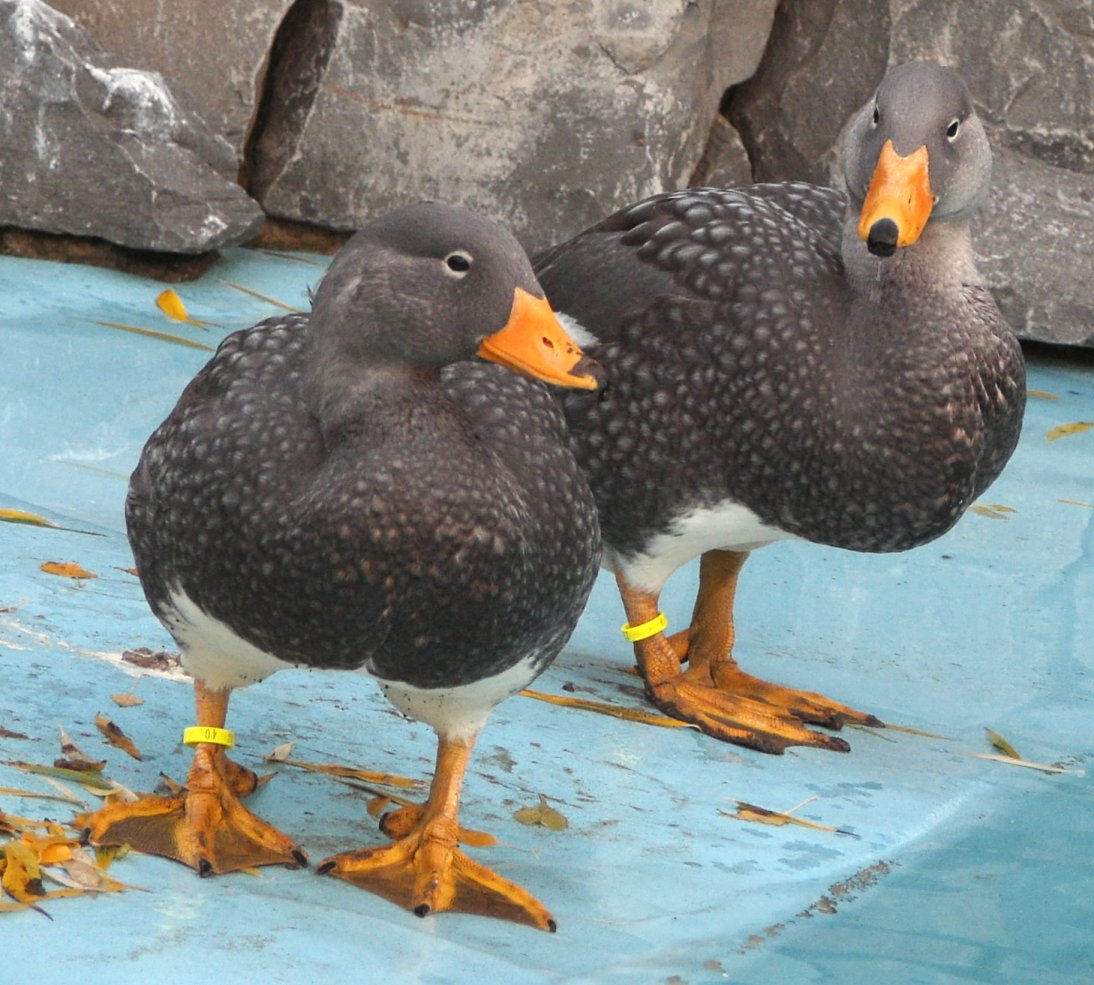
Pareja de quetros.

El pato quetro o quetru no volador, es iconizado en estas vasijas de cerámica o ketru metawe, que tienen la forma de un pato con sus alas y cola. Ellas son propias del pueblo mapuche, pueblo o etnia originaria de América que tiene sus raíces culturales en los pueblos precolombinos que habitaron el territorio chileno de la zonas central y sur, como la Cultura Llolleo y la Tradición Bato. En la actualidad, los mapuches viven principalmente entre la VIII y la X región de Chile, en la Región Metropolitana, y en la Provincia de Neuquén en Argentina. Constituyen uno de los pueblos indígenas más numerosos de América del Sur y mantienen fuertemente sus antiguas costumbres y religión.

## Relación con la fertilidad femenina mapuche
En el mundo mapuche, el ketru metawe aparece como símbolo de la fertilidad femenina, y se brinda en ciertas ocasiones relacionadas con los ritos de pasaje de la mujer que tienen lugar en la pubertad, el matrimonio, el parto y la muerte. 

### Pubertad femenina mapuche
Cuando una niña mapuche tenía su menarquia  se le entregaba un ketru metawe que presenta dos pechos modelados, los cuales señalan este nuevo ciclo.

### Rol en el guillatún
Durante el guillatún, ceremonia mapuche de ruego, donde además se efectúan las actividades de "dar" y "tomar" esposas, la machi -persona que se considera elegida por un espíritu superior dentro del grupo para actuar como curandera en las ceremonias, tanto en lo que respecta a lo físico, como a lo psíquico y lo social- es la que entrega el ketru metawe a las mujeres que van a contraer matrimonio. Las mujeres casadas, por su parte, sitúan su cántaro a la vista de todos los participantes en la base del rehue, poste sagrado ubicado en el centro del área ritual, como un gesto que simboliza los roles de ‘mujer casada’ y de la maternidad. Entre las mujeres, la machi constituye una excepción, ya que, debido a su poder religioso y a su importancia dentro del grupo, no es permitido que ella se traslade a la comunidad de su esposo, por lo que es él quien cambia su residencia. Por esto, ella es la única que puede tener dos de estas vasijas, correspondiendo una a la que le fue entregada como mujer casada, y la otra a su marido, quien, al no poderlo poseer por ser hombre, lo aporta al nuevo hogar que forma en la comunidad de la machi.

### Trabajo de parto de la mujer mapuche
A las mujeres mapuches en trabajo de parto se les entregaba una de estas vasijas con un pequeño patito modelado en la parte superior, el cual simboliza el nuevo miembro familiar que está por nacer.

### Símbolo familiar
El ketru metawe cumple un papel fundamental al representar, a través de la mujer, a toda la familia. Durante el konchotun -ceremonia que permite el fortalecimiento de la amistad en forma recíproca entre dos familias o personas, con el fin de sellar la amistad a perpetuidad- las familias sacrifican animales como ofrenda, intercambian prendas de vestir y joyas, y comparten alimentos en un ketru metawe.

### Muerte de la mujer mapuche
Finalmente, cuando una mujer muere, en su tumba se deja como ofrenda funeraria un ketru metawe, sintetizándose así la relación entre la muerte, lo femenino, la alfarería y la reproducción. El jarro-pato es la figura que acompaña a la mujer en su calidad de procreadora de la especie, y por ello debe estar presente en el sitio desde donde parte a la nueva vida que significa la muerte.